# Anicla federalis
Anicla federalis är en fjärilsart som beskrevs av Dyar 1919. Anicla federalis ingår i släktet Anicla och familjen nattflyn. Inga underarter finns listade i Catalogue of Life.